# Lauf an der Pegnitz
Lauf an der Pegnitz är en stad i Landkreis Nürnberger Land i Regierungsbezirk Mittelfranken i förbundslandet Bayern i Tyskland. Folkmängden uppgår till cirka 26 000 invånare.

## Vänorter
Lauf an der Pegnitz har följande vänorter:
- Brive-la-Gaillarde, Frankrike, sedan 1985
- Drama, Grekland
- Nyköping, Sverige, sedan 1985
- Tirschenreuth, Tyskland